# Karol VI Habsburg
Karol VI Habsburg (ur. 1 października 1685 w Wiedniu, zm. 20 października 1740 tamże) – cesarz, król Węgier (jako Karol III) i Czech (jako Karol II) oraz arcyksiążę Austrii od 1711, ostatni męski przedstawiciel dynastii Habsburgów. Był drugim synem Leopolda I Habsburga i Eleonory Magdaleny z Wittelsbachów. Jego żoną była Elżbieta Krystyna Welf, z którą miał czworo dzieci.
W 1713 r. ogłosił tak zwaną sankcję pragmatyczną, według której po jego śmierci posiadłości Habsburgów mogłaby objąć jego córka – Maria Teresa Habsburg. Na nim wygasła męska linia rodu Habsburgów, a jego córka zapoczątkowała linię habsbursko-lotaryńską.

## Wczesne lata życia
Urodził się w Wiedniu. Został ochrzczony pod imionami Karol Franciszek Józef. Jego wychowawcą był Antoni Florian von Liechtenstein. Jako dziecko przejawiał muzyczne zdolności. Jego nauczycielem muzyki był Johann Joseph Fux. Karol komponował (m.in. muzykę do oper), dyrygował i grał na klawesynie.
W tym czasie wymierała hiszpańska linia Habsburgów. Cesarz Leopold chciał, aby następcą upośledzonego na ciele i umyśle Karola II został właśnie Karol. Jego konkurentami byli młodszy wnuk króla Francji Ludwika XIV, książę Filip Andegaweński, i syn elektora bawarskiego, Józef Ferdynand Wittelsbach. W 1698 r. zawarto traktat, w którym następcą tronu hiszpańskiego uznawano Józefa Ferdynanda. Włoskie posiadłości Hiszpanii miały być podzielone między Francję i Austrię. O podziale swoich ziem nie chcieli jednak słyszeć Hiszpanie. Król Karol w swoim testamencie ustanowił Józefa Ferdynanda dziedzicem wszystkich swoich ziem. Śmierć książątka bawarskiego na początku 1699 r. jeszcze bardziej skomplikowała sytuację.
W 1699 r. zawarto kolejny traktat, w którym Karol otrzymywał Hiszpanię, Belgię i kolonie, zaś Francja posiadłości włoskie. Hiszpanie jednak wciąż chcieli zachować jedność swojego imperium. Grandowie uznali, że zapewni im to tylko potęga Ludwika XIV. Po naleganiach ze strony Rady Królewskiej Karol II 2 października 1700 r. podpisał testament na rzecz Filipa. Zmarł 1 listopada. Na wieść o postanowieniach testamentu Ludwik wysłał swojego wnuka do Madrytu, gdzie został koronowany jako Filip V.
Po ogłoszeniu Filipa królem Hiszpanii Ludwik był zdeterminowany utrzymać w ręku swojego wnuka całość hiszpańskiego imperium. W lutym 1701 r. francuskie wojska weszły do Mediolanu, co zdenerwowało cesarza. Holendrzy zostali usunięci z twierdz w Belgii, przyznanych im w 1697 r. traktatem w Rijswijk. Ludwik ogłosił ponadto syna obalonego w 1688 r. króla Anglii Jakuba II prawowitym królem Anglii, Szkocji i Irlandii, Jakubem III. To z kolei zdenerwowało Anglię. 15 maja 1702 r. Anglia i Holandia wypowiedziały Francji wojnę. Wkrótce przystąpiło do niej Cesarstwo. Rozpoczęła się wojna o sukcesję hiszpańską.

## Walka o koronę hiszpańską

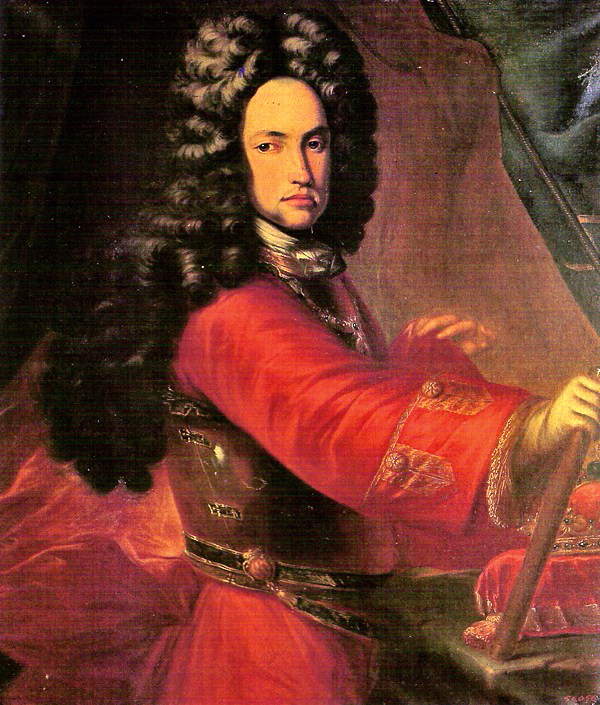
Don Carlos, portret namalowany w 1706 lub 1707 r.

Kandydatem koalicji na tron hiszpański został arcyksiążę Karol. W 1704 r. został proklamowany królem Hiszpanii Karolem III (w Hiszpanii był znany jako Don Carlos). Jeszcze w tym samym roku Karol wylądował w Lizbonie i na czele wojsk angielsko-portugalskich ruszył w głąb Hiszpanii. Jego uderzenie na Madryt zostało odparte przez marszałka Berwicka. W 1705 r. na rzecz Karola wybuchło powstanie w Katalonii. Karol zajął Barcelonę i przyjął tytuł króla Aragonii i hrabiego Barcelony. W 1706 r. alianci zajęli Madryt, a Karol wkroczył do Saragossy. Filip V uciekł do Burgos.
Przeciwko Karolowi rozpętała się wojna partyzancka (guerilla), gdyż Kastylijczycy nienawidzili otaczających Karola Katalończyków. Wskutek tych działań Karol został wyparty z Madrytu jeszcze przed końcem roku. W 1707 r. Berwick wyparł stronników Karola z Walencji i Aragonii. Karol utrzymał się tylko w Barcelonie. W 1710 r. Karol ponownie zajął Madryt, ale guerilla raz jeszcze zmusiła go do odwrotu.
Ojciec Karola, cesarz Leopold, zmarł w 1705 r. Jego następcą został starszy brat Karola, Józef. Kiedy ten zmarł 17 kwietnia 1711 r., nie pozostawiwszy męskiego potomka, tron cesarski przypadł Karolowi. Połączenie koron cesarskiej i hiszpańskiej naruszałoby jednak równowagę europejską, więc dotychczasowi sojusznicy Karola zaczęli zawierać traktaty pokojowe z Francją. W 1713 r. Anglia, Holandia, Portugalia, Sabaudia i Prusy podpisały pokój z Francją w Utrechcie. Osamotniony Karol VI czas jakiś toczył jeszcze wojnę z Francją, aż w końcu 7 marca 1714 r. podpisał pokój w Rastatt.
W 1714 r. Berwick wyparł Karola z Barcelony, cesarz jednak nie wyrzekł się pretensji do hiszpańskiego tronu. Karol utrzymywał jeszcze stosunki ze swoimi katalońskimi stronnikami, na jego dworze przebywało wielu uchodźców z Hiszpanii, a wielkie wpływy na dworze miała tzw. hiszpańska rada. Traktaty z lat 1713–1714 przyznawały Karolowi hiszpańskie posiadłości we Włoszech - Mediolan i Neapol (Sycylia przypadła księciu Sabaudii Wiktorowi Amadeuszowi II). Ku Włochom kierowały się również ambicje Filipa V, podsycane przez jego drugą żonę, Elżbietę Farnese, która dla swojego pierworodnego Karola szukała szansy na tron właśnie we Włoszech, gdzie wymierały książęce rody w Parmie i Toskanii.
Korzystając z zaangażowania cesarza w wojnę z Turcją, w 1717 r. flota hiszpańska zajęła Sardynię. Rok później hiszpański desant opanował Sycylię. Wtedy jednak zainterweniowały Francja, Anglia i Holandia. Cesarz zawarł pokój z Turcją i przyłączył się do sojuszu. Flota hiszpańska została zniszczona przez Anglików, a armia Berwicka wkroczyła do Hiszpanii. Filip w 1720 r. ugiął się i zawarł pokój z Karolem, który uznał go królem Hiszpanii. Karol zamienił z Wiktorem Amadeuszem Sardynię na Sycylię.
Konflikt o posiadłości włoskie rozgorzał na nowo podczas wojny o sukcesję polską. Familijny pakt francusko-hiszpański z 1733 r. przewidywał wyparcie Habsburgów z Italii. W wyniku dwuletniej wojny Karol zrzekł się na rzecz Hiszpanii Neapolu i Sycylii, które przypadły młodszemu synowi Filipa, Karolowi. Cesarz otrzymał jednak w zamian księstwa Parmy, Piacenzy i Guastalli. Razem z Mediolanem i uzyskaną w międzyczasie Toskanią utworzyło to silny związek habsburskich ziem na północy Italii.

## Cesarz rzymski
Cesarz Józef zmarł 17 kwietnia 1711 r. Karol był jego naturalnym następcą, ale uzyskanie godności cesarskiej wymagało zgody elektorów. Uzyskanie jej było czystą formalnością. 12 października 1711 r. we Frankfurcie nad Menem elektorzy (król Prus Fryderyk I Hohenzollern jako margrabia brandenburski, król Polski August II Mocny jako książę saski, palatyn reński Jan Wilhelm Wittelsbach, książę hanowerski Jerzy Ludwik, arcybiskup Moguncji Lothar Franz von Schönborn, arcybiskup Trewiru Karol Józef Lotaryński, arcybiskup Kolonii Józef Klemens Wittelsbach oraz sam Karol jako król Czech) okrzyknęli Karola cesarzem Świętego Cesarstwa Rzymskiego).

### Podporządkowanie Węgier
1 maja 1711 r. dobiegło końca wieloletnie powstanie księcia siedmiogrodzkiego Franciszka II Rakoczego. W imieniu przebywającego na wygnaniu w Polsce księcia Sándor Károlyi złożył broń i podpisał z cesarzem pokój w Satmarze. Rakoczy nie uznał pokoju i do swojej śmierci w 1735 r. tułał się między Polską, Francją a Turcją, chcąc pozyskać sojuszników do walki o niepodległość Siedmiogrodu. W 1718 r. austriacko-turecki pokój w Pożarewacu przekazywał całe Węgry pod panowanie Habsburgów.

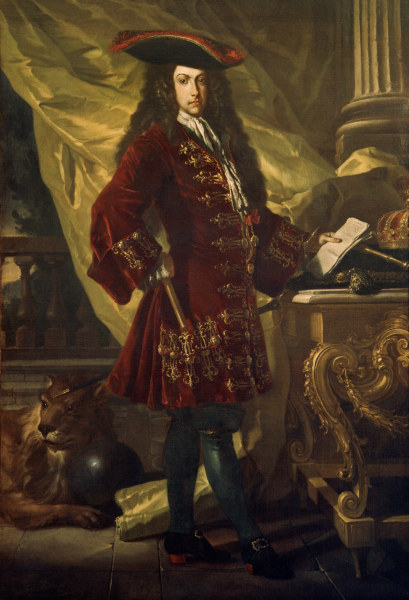
Karol VI Habsburg

Podpisując pokój w Satmarze, powstańcy otrzymali obietnicę, że cesarz będzie respektował węgierskie prawa, przywróci im skonfiskowane majątki i uszanuje swobody religijne. Karol nie miał zamiaru dotrzymywać tych warunków. Uczestników powstania wygnano, a ich majątki zostały skonfiskowane. Rządy austriackie oparte zostały na grupie proaustriackich magnatów (tzw. labancach), którzy utrzymywali dobre kontakty z księciem Eugeniuszem Sabaudzkim. Sejm z lat 1712–1715 zniósł pospolite ruszenie szlachty i powołał do życia stałą armię składającą się w połowie z cudzoziemców i pozostającą pod austriacką komendą. Sejm stopniowo tracił znaczenie. Cesarz zwoływał go coraz rzadziej, a przez 10 ostatnich lat swojego panowania obywał się w ogóle bez sejmu. Wojsko podporządkowano wiedeńskiej Radzie Wojennej.
Organem rządu centralnego na Węgrzech i w Siedmiogrodzie były Rady Namiestnicze. Na ich czele stał namiestnik na Węgrzech i gubernator w Siedmiogrodzie. Wszystkie ważniejsze sprawy załatwiano jednak w Wiedniu. Na Węgrzech siłą wprowadzano katolicyzm. Szlachcie pozostawiono rozległe uprawnienia stanowe, samorządy komitatowe i sądownictwo patrymonialne nad chłopami. Magnateria szybko uległa zniemczeniu, średnia szlachta była bardziej przywiązana do madziarskich tradycji, ale pogodziła się z habsburskimi rządami za cenę zachowania przywilejów. Proces włączania Węgier do monarchii habsburskiej zakończyło w 1723 r. przyjęcie przez Sejm sankcji pragmatycznej. Faktycznym testem na lojalność Węgrów wobec monarchii miała stać się dopiero wojna o sukcesję austriacką.

### Wojny z Turcją
Od prawie 200 lat głównym konkurentem Habsburgów w walce o opanowanie Bałkanów była Turcja. Od końca XVII w. austriacka monarchia była stroną ofensywną. Stronnictwo niemieckie, na czele z wybitnym wodzem, księciem Eugeniuszem Sabaudzkim, popychało Karola ku dalszej walce o Bałkany. Cesarz wahał się jednak, naciskany przez radę hiszpańską, która pchała go ku sprawom włoskim. Ostatecznie śmierć Ludwika XIV w 1715 r. i skoncentrowanie na Węgrzech 80 000 żołnierzy przeważyło szalę na korzyść stronnictwa niemieckiego. W kwietniu 1716 r. cesarz zawarł traktat z Wenecją (Austria wytargowała od znękanej wojną Republiki swobodę żeglugi na Adriatyku). Na początku czerwca Austria wypowiedziała Turcji wojnę.
Działaniami wojennymi dowodził niezrównany książę Eugeniusz. 5 sierpnia 1716 r. pokonał Turków pod Petrovaradinem. W sierpniu 1717 r. padł Belgrad. Po stronie Austrii wystąpili Serbowie, a część bojarów wołoskich prosiła cesarza o przyłączenie Wołoszczyzny do Austrii. Podobne nastroje panowały w Mołdawii, opanowanej przez Austriaków po linię rzeki Seret. Tymczasem Austrię zaabsorbowała hiszpańska inwazja na Italię. W dniach 17–27 lipca 1718 r. zawarto pokój w Pożarewie, który oddawał Austrii północną Serbię z Belgradem, Banat i Małą Wołoszczyznę.

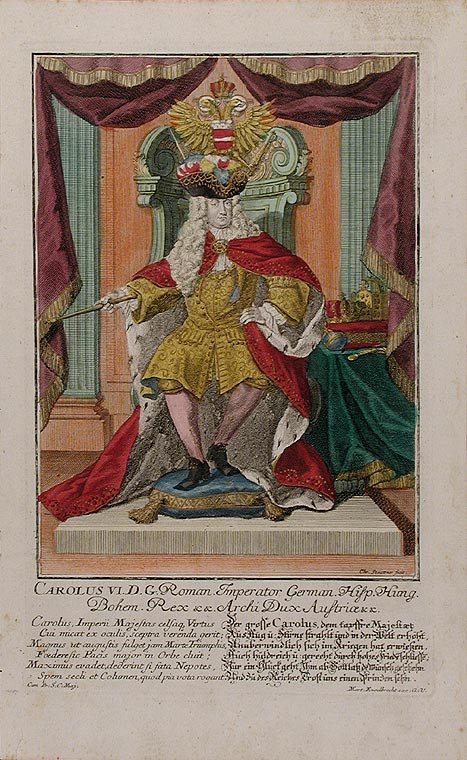
Cesarz Karol VI

Kolejna wojna z Turcją wybuchła prawie 20 lat później. W latach 1735–1736 Rosjanie zdobyli Azow, spustoszyli Krym i podeszli pod Stambuł. Zagrożona Turcja przyjęła mediację Austrii. W Wiedniu patrzono z zazdrością na rosyjskie sukcesy. Mediacja służyła temu, aby uzyskać dogodną pozycję przetargową w celu dokonania rozbioru Turcji. Kongres pokojowy w Niemirowie był więc farsą i już w 1737 r. Austriacy uderzyli na Turcję. Tu spotkała ich jednak niespodzianka.
Zorganizowana przy pomocy francuskich doradców armia turecka zadała ciężkie straty Austriakom. Widać było brak zdolnego wodza w osobie księcia Eugeniusza, który zmarł w 1736 r. W 1739 r. Turcy oblegli Belgrad. 18 września podpisano w tym mieście traktat pokojowy, na mocy którego Turcja odzyskała utracone na rzecz Austrii w 1718 r. tereny.

### Polityka wewnętrzna
Włączenie Węgier sprawiło, że punkt ciężkości monarchii habsburskiej przesunął się na wschód. Krótki miraż hiszpańskiego tronu pozostawił w rękach naddunajskiego monarchy Belgię i większość Italii. Ogółem pod berłem domu habsburskiego żyło 20 milionów ludzi.
Za panowania Karola na wiedeńskim dworze walczyły o wpływy rada hiszpańska i stronnictwo niemieckie. Wiedeń stał się kosmopolityczną stolicą późnego baroku. Nastąpił rozkwit włosko-hiszpańsko-flamandzko-czesko-austriackiej sztuki dworskiej, pałacowej i kościelnej. Dwór Karola uważany był za najbardziej pompatyczny i ceremonialny w całej Europie. Gibelińska polityka Józefa I odeszła w przeszłość. Karol był podporą papiestwa, prześladował protestantów, a jego otoczenie było zdominowane przez jezuitów. Wspierał również antyprotestanckie działania w Rzeszy niemieckiej. W 1731 r. wojska cesarskie wygnały 20 000 protestantów z Salzburga.
Karol kontynuował merkantylistyczną politykę gospodarczą swojego ojca i brata. Liczne wojny sprawiały jednak, że skarb państwa nieustannie borykał się z brakiem pieniędzy. Koszty wojny o sukcesję hiszpańską wyniosły 350 milionów guldenów, a wspierający skarb państwa kredytem żydowscy bankierzy, Oppenheimer, Wertheimer i inni zbankrutowali. W 1706 r. założono w Wiedniu bank państwowy (Wiener Stadt-Bank). Hrabia Gundaker Starhemberg zaprowadził porządek w finansach. Dążono do rozwoju handlu wewnętrznego. Temu celowi służyły powołana w 1705 r. Deputacja Komercyjna Krajów i powstała w 1714 r. Komisja Merkantylna. Zakładano państwowe manufaktury i ustanawiano monopole.
Marzeniem Karola było wyprowadzenie swojej monarchii na morza. Celowi temu miało służyć powołanie w 1719 r. Kompanii Wschodniej, nastawionej na handel z Lewantem. Kompania ta nie spełniła jednak pokładanej w niej nadziei. Opanowanie Belgii sprawiło, że Karol zainteresował się handlem z koloniami. Kupcy belgijscy konkurowali z kupcami holenderskimi. W 1722 r. Karol, za radą szkockiego aferzysty Johna Kera of Kersland, założył Kompanię Indyjską w Ostendzie. Wywołało to sprzeciw Anglii i Holandii. Karol był uparty, ale państwa morskie nie przebierały w środkach. Podczas kryzysu gibraltarskiego w 1727 r. okręty Royal Navy zatapiały statki kompanii. Karol w 1727 r. zawiesił, a w 1731 r. zniósł Kompanię Ostendzką za cenę uznania przez państwa morskie sankcji pragmatycznej.
Próba z Kompanią Ostendzką nie powiodła się, a handel lewantyński zdominowali Grecy. Karol nie zdołał uczynić z Austrii mocarstwa handlowego, ale dzięki jego poparciu nastąpił rozwój wolnego portu Triest. Rozbudowano sieć dróg i zniesiono cła wewnętrzne. Największą potrzebą habsburskiej monarchii była reforma administracji.
Reformy tej Karol jednak nie przeprowadził. Monarchia habsburska pozostała konglomeratem krajów rządzących się swoimi prawami i posiadającymi silne instytucje stanowe. Najwyższym organem monarchii pozostała Tajna Konferencja (sześciu ministrów i kanclerz pod przewodnictwem cesarza). Istniała również Nadworna Izba Handlowa i Nadworna Rada Wojenna. Kancelaria Nadworna zarządzała dziedzicznymi krajami monarchii. Istniały również kancelarie czeska, węgierska, siedmiogrodzka, włoska i niderlandzka. Rządy Karola nie spowodowały umocnienia centralizmu w monarchii. Stworzyły ku temu jednak dobrą podstawę prawną.

## Sankcja pragmatyczna
Karol był ostatnim męskim przedstawicielem dynastii Habsburgów. W 1703 r. jego ojciec wydał akt, mówiący, że gdyby żaden z jego synów nie pozostawił męskiego dziedzica, kraje dziedziczne Habsburgów mają przypaść najstarszej córce Józefa. 19 kwietnia 1713 r. Karol wydał sankcję pragmatyczną, która dziedziczką tych krajów ustanawiała jego córki, z pominięciem potomstwa Józefa. W latach 1722–1723 cesarz doprowadził do przyjęcia sankcji przez wszystkie kraje monarchii. W ten sposób dotychczasowa unia personalna ustępowała miejsca unii realnej.
Cesarz niestrudzenie zabiegał również o uznanie sankcji na arenie międzynarodowej. Hiszpania uznała ją w 1725 r., Rosja w 1726, Prusy w 1728, Wielka Brytania i Holandia w 1731, Hanower w 1732, Rzesza Niemiecka również w 1732, a Francja w 1738 r.
Karol zmarł w 1740 r. W październiku wybrał się na polowanie, podczas którego zjadł danie z grzybów. Wkrótce po zjedzeniu potrawy poczuł się niedobrze. Kiedy przyjechał do Wiednia, był już o krok od śmierci. Zmarł 20 października. Przed śmiercią zdążył jeszcze upomnieć swojego szambelana, że cesarzowi rzymskiemu przy ostatnich sakramentach przysługują cztery świeczniki. Jego dziedziczką została jego najstarsza córka, Maria Teresa. Pogrzeb Karola odbył się 24 października w Wiedniu. Cesarz, wielki legalista, uważał, że umowy międzynarodowe zapewnią jego córce bezproblemowe objęcie tronów w krajach dziedzicznych monarchii. O niepodzielności tych krajów miał jednak zadecydować oręż.

## Pełna tytulatura
Karol VI, nie tylko cesarz rzymsko-niemiecki, ale także pretendent do tronu hiszpańskiego, używał także tytułów władców Hiszpanii:
Karol, z Bożej łaski uświęcony i wybrany cesarz rzymski, po wieki August, król Niemiec, Kastylii, Leonu, Aragonii, Sycylii, Neapolu, Jerozolimy, Węgier, Czech, Dalmacji, Chorwacji, Slawonii,Ramy,Serbii,Kumanii,Bułgarii Nawarry, Grenady, Toledo, Walencji, Galicji, Majorki, Sewilli, Sardynii, Kordoby, Korsyki, Murcji, Jaén, Algabres, Algeciras, Gibraltaru, Wysp Kanaryjskich, Indii Zachodnich i Wschodnich oraz innych wysp i lądu stałego Morza Oceanicznego etc. etc. arcyksiążę Austrii, książę Burgundii, Brabancji, Mediolanu, Mantui, Styrii, Karyntii, Karnioli, Luksemburga, Limburga, Geldrii, Wirtembergii, Górnego i Dolnego Śląska, Kalabrii, Aten i Neopatrii etc. książę Szwabii, Katalonii i Asturii, margrabia Świętego Cesarstwa Rzymskiego, Burgau, Moraw, Górnych i Dolnych Łużyc, hrabia Habsburga, Flandrii, Tyrolu, Barcelony, Ferreti, Kyburga, Gorycji, Artois etc. etc. landgraf Alzacji, margrabia Oristano, hrabia Goceano, Namur, Rousillon i Cerdagne etc. etc. pan Marchii Wendyjskiej, Port Naon, Biskajów, Moliny, Salin, Trypolisu i Mechelen etc. etc. etc.

## Genealogia
| Prapradziadkowie                              | król Hiszpanii Filip II Habsburg (1527-1598) ∞1570 Anna Habsburg (1549–1580)                   | Karol Styryjski (1540-1590) ∞1571 Maria Anna Wittelsbach (1551–1608)                           | Karol Styryjski (1540-1590) ∞1571 Maria Anna Wittelsbach (1551–1608)                           | Wilhelm V Wittelsbach (1548-1626) ∞1568 Renata Lotaryńska (1544-1602)                          | Wilhelm V Wittelsbach (1548-1626) ∞1568 Renata Lotaryńska (1544-1602)                                       | Filip Ludwik Wittelsbach (1547-1614) ∞1574 Anna Jülich-Klewe-Berg (1552-1632)                               | landgraf Hesji-Darmstadt Ludwik V (1577–1626) ∞1598 Magdalena Hohenzollern (1582–1616)                      | elektor Saksonii Jan Jerzy I Wettyn (1585-1656) ∞1607 Magdalena Sybilla Hohenzollern (1586–1659)            |
| Pradziadkowie                                 | król Hiszpanii Filip III Habsburg (1578-1621) ∞1599 Małgorzata Habsburg (1584–1611)            | król Hiszpanii Filip III Habsburg (1578-1621) ∞1599 Małgorzata Habsburg (1584–1611)            | cesarz rzymski Ferdynand II Habsburg (1578-1637) ∞1600 Maria Anna Wittelsbach (1574–1616)      | cesarz rzymski Ferdynand II Habsburg (1578-1637) ∞1600 Maria Anna Wittelsbach (1574–1616)      | Magdalena Wittelsbach (1587-1628) ∞1613 Wolfgang Wilhelm Wittelsbach (1578-1653)                            | Magdalena Wittelsbach (1587-1628) ∞1613 Wolfgang Wilhelm Wittelsbach (1578-1653)                            | landgraf Hesji-Darmstadt Jerzy II (1605-1661) ∞1627 Zofia Eleonora Wettyn (1609-1671)                       | landgraf Hesji-Darmstadt Jerzy II (1605-1661) ∞1627 Zofia Eleonora Wettyn (1609-1671)                       |
| Dziadkowie                                    | Maria Anna Habsburg (1606-1646) ∞1631 cesarz rzymski Ferdynand III Habsburg (1608-1657)        | Maria Anna Habsburg (1606-1646) ∞1631 cesarz rzymski Ferdynand III Habsburg (1608-1657)        | Maria Anna Habsburg (1606-1646) ∞1631 cesarz rzymski Ferdynand III Habsburg (1608-1657)        | Maria Anna Habsburg (1606-1646) ∞1631 cesarz rzymski Ferdynand III Habsburg (1608-1657)        | elektor Palatynatu Filip Wilhelm Wittelsbach (1615-1690) ∞1653 Elżbieta Amalia Hessen-Darmstadt (1635-1709) | elektor Palatynatu Filip Wilhelm Wittelsbach (1615-1690) ∞1653 Elżbieta Amalia Hessen-Darmstadt (1635-1709) | elektor Palatynatu Filip Wilhelm Wittelsbach (1615-1690) ∞1653 Elżbieta Amalia Hessen-Darmstadt (1635-1709) | elektor Palatynatu Filip Wilhelm Wittelsbach (1615-1690) ∞1653 Elżbieta Amalia Hessen-Darmstadt (1635-1709) |
| Rodzice                                       | cesarz rzymski Leopold I Habsburg (1640-1705) ∞1676 Eleonora Magdalena Wittelsbach (1665-1720) | cesarz rzymski Leopold I Habsburg (1640-1705) ∞1676 Eleonora Magdalena Wittelsbach (1665-1720) | cesarz rzymski Leopold I Habsburg (1640-1705) ∞1676 Eleonora Magdalena Wittelsbach (1665-1720) | cesarz rzymski Leopold I Habsburg (1640-1705) ∞1676 Eleonora Magdalena Wittelsbach (1665-1720) | cesarz rzymski Leopold I Habsburg (1640-1705) ∞1676 Eleonora Magdalena Wittelsbach (1665-1720)              | cesarz rzymski Leopold I Habsburg (1640-1705) ∞1676 Eleonora Magdalena Wittelsbach (1665-1720)              | cesarz rzymski Leopold I Habsburg (1640-1705) ∞1676 Eleonora Magdalena Wittelsbach (1665-1720)              | cesarz rzymski Leopold I Habsburg (1640-1705) ∞1676 Eleonora Magdalena Wittelsbach (1665-1720)              |
| Karol VI Habsburg (1685-1740), cesarz rzymski |                                                                                                |                                                                                                |                                                                                                |                                                                                                | | | | |
| Żona                                          | ∞1708 Elżbieta Krystyna Welf (1691-1750)                                                       | ∞1708 Elżbieta Krystyna Welf (1691-1750)                                                       | ∞1708 Elżbieta Krystyna Welf (1691-1750)                                                       | ∞1708 Elżbieta Krystyna Welf (1691-1750)                                                       | ∞1708 Elżbieta Krystyna Welf (1691-1750)                                                                    | ∞1708 Elżbieta Krystyna Welf (1691-1750)                                                                    | ∞1708 Elżbieta Krystyna Welf (1691-1750)                                                                    | ∞1708 Elżbieta Krystyna Welf (1691-1750)                                                                    |
| Dzieci                                        | Leopold Jan Habsburg (1716)                                                                    | Leopold Jan Habsburg (1716)                                                                    | Maria Teresa Habsburg (1717-1780) ∞1736 cesarz rzymski Franciszek I Lotaryński (1708-1765)     | Maria Teresa Habsburg (1717-1780) ∞1736 cesarz rzymski Franciszek I Lotaryński (1708-1765)     | Maria Anna Habsburg (1718-1744) ∞1744 Karol Lotaryński (1712-1780)                                          | Maria Anna Habsburg (1718-1744) ∞1744 Karol Lotaryński (1712-1780)                                          | Maria Amalia Habsburg (1724-1730)                                                                           | Maria Amalia Habsburg (1724-1730)                                                                           |